# 에비콘
에비콘(독일어: Ebikon)은 스위스 루체른주의 루체른구에 있는 자치체이다.

## 역사
에비콘은 9세기 후반에 Marcha Abinchova로 처음 언급되었다.

## 지리
에비콘의 면적은 9.7k㎡이다. 이 지역 중 38.4%가 농업용으로 사용되고 23.9%가 산림이다. 나머지 토지 중 30.3%는 정착지(건물 또는 도로)이고 나머지(7.3%)는 비생산적(강, 빙하 또는 산)이다. 1997년 토지조사에서, 전체 토지 면적의 23.94%가 산림이었다. 농경지 중 34.06%는 경작이나 목초지로 사용되며 4.33%는 과수원이나 덩굴 작물에 사용된다. 정착지 중 15.69%는 건물로, 1.75%는 공업, 1.55%는 특별 개발, 1.14%는 공원 또는 녹지, 10.22%는 교통 기반 시설로 구성되어 있다. 비생산적인 지역 중 4.13%는 비생산적인 고인 물(연못 또는 호수), 2.58%는 비생산적인 흐르는 물(강), 0.62%는 기타 비생산적인 토지이다.
시정촌은 루체른과 취리히 사이의 오래된 고속도로를 따라 위치해 있다. 그것은 에비콘의 선형 마을과 로트제 또는 Red Lake의 대부분, 론강의 위쪽 계곡(론탈)과 라트하우젠의 마을 부분으로 구성된다.

## 인구통계
에비콘의 인구(2020년 12월 31일 기준)는 14,066명이다. 2007년 기준으로 전체 인구의 20.7%가 외국인이다. 지난 10년 동안 인구는 5.3%의 비율로 증가했다. 2000년 기준, 인구 대부분은 독일어(86.5%)를 사용하며, 세르보-크로아티아어가 두 번째로 많이 사용(3.0%)하고, 이탈리아어가 세 번째(2.9%)이다.
2007년 선거에서 가장 인기 있는 정당은 29.6%의 득표율을 기록한 SVP였다. 다음으로 가장 인기 있는 세 정당은 CVP (27.1%), FDP (17.2%), SPS (14.8%)였다.
에비콘의 연령 분포는 다음과 같다. 2,627명(인구의 22.4%)이 0~19세이다. 3,132명(26.7%)은 20~39세, 4,242명(36.1%)은 40~64세이다. 고령자 인구 분포는 1,315명 또는 11.2%가 65-79세, 375 또는 3.2%가 80-89세, 57명 또는 인구의 0.5%가 90세 이상이다.
에비콘에서는 인구의 약 71.6%(25-64세)가 비필수 고등교육 또는 추가 고등교육(대학 또는 응용학문대학)을 완료했다.
2000년 현재 4,476가구 중 1,337가구(약 29.9%)가 1인 가구이다. 324명(약 7.2%)은 5인 이상의 대가족이다. 2000년 기준으로 시정촌에는 1,679채의 주거용 건물이 있었고 그 중 1,479채는 주택으로만 건축되었으며 200채는 주상 복합 건물이었다. 자치단체에는 단독주택 978채, 다가구주택 123채, 다가구주택 378채가 있었다. 대부분의 집은 2층(668) 또는 3층(516)층 구조였다. 단층 건물은 84채, 4층 이상 건물은 211채에 불과했다.
에비콘의 실업률은 2.54%이다. 2005년 현재 1차 경제 부문에 114명이 고용되어 있으며, 이 부문에 약 30개 기업이 참여하고 있다. 2,293명이 2차 부문에 고용되어 있고, 이 부문에 90개의 기업이 있다. 2,946명이 3차 부문에 고용되어 있으며, 이 부문에는 319개의 기업이 있다. 2000년 기준으로 지자체 인구의 53%가 어느 정도 고용되었다. 같은 기간 여성은 전체 노동력의 43.9%를 차지했다.
2000년 인구 조사에서 에비콘의 종교 회원은 다음과 같았다. 로마 가톨릭 신자는 7,683명(67.9%), 개신교가 1,569명(13.9%), 기타 기독교 신자가 359명(3.17%)이다. 6명의 개인(인구의 0.05%)이 유대인이다. 이슬람교는 475명(인구의 4.2%)이다. 나머지 중 다른 종교에 속한 개인은 115명(1.02%), 조직화된 종교에 속하지 않은 사람은 756명(6.68%), 응답하지 않은 사람은 359명(3.17%)이었다.
역사적 인구는 다음 표에 나와 있다.
| 년도 | 인구   |
| ---- | ------ |
| 1465 | c. 110 |
| 1695 | c. 300 |
| 1798 | 532    |
| 1850 | 854    |
| 1900 | 1,287  |
| 1930 | 2,240  |
| 1950 | 3,007  |
| 1970 | 7,770  |
| 2000 | 11,322 |

## 교통

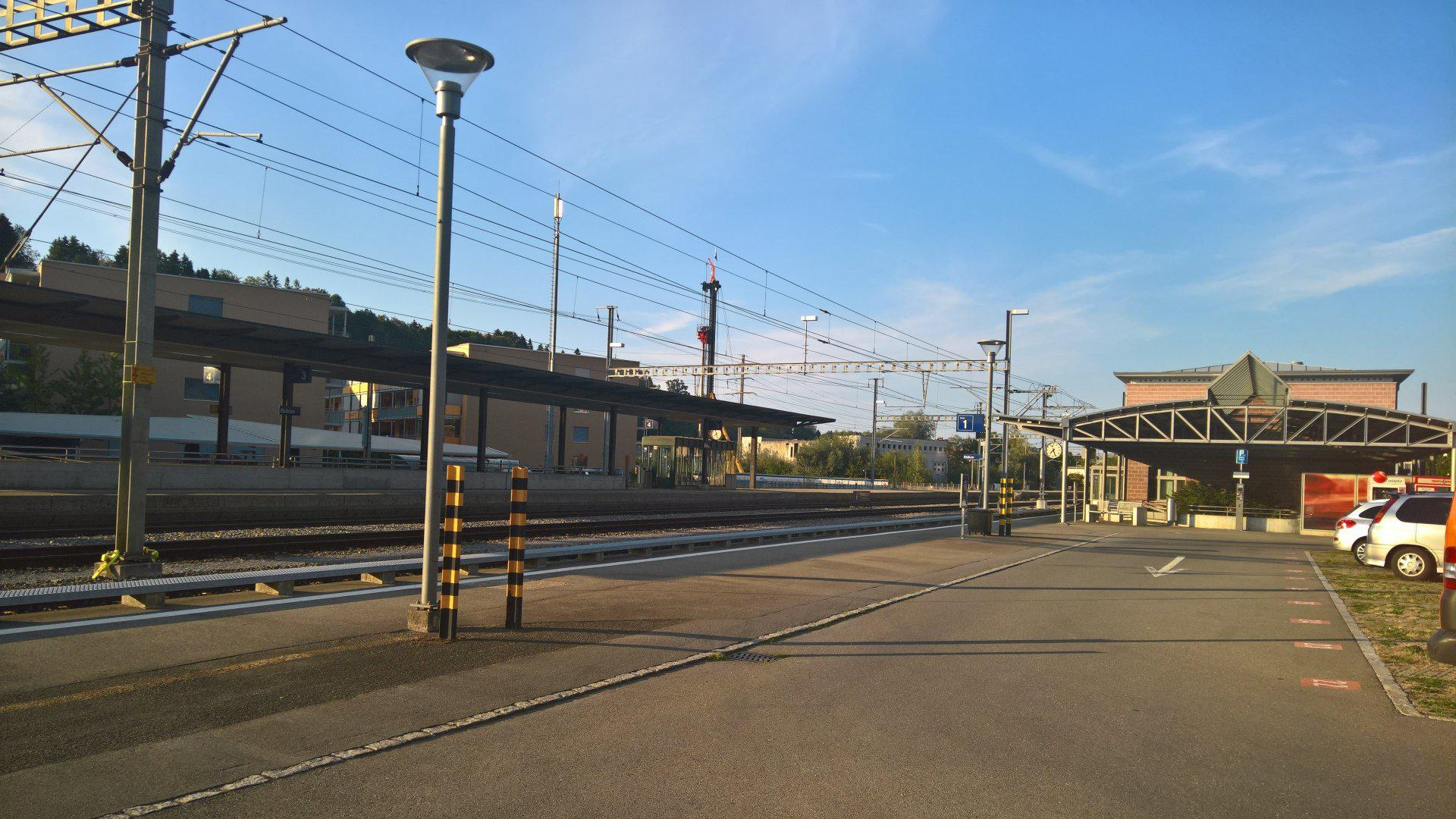
에비콘역

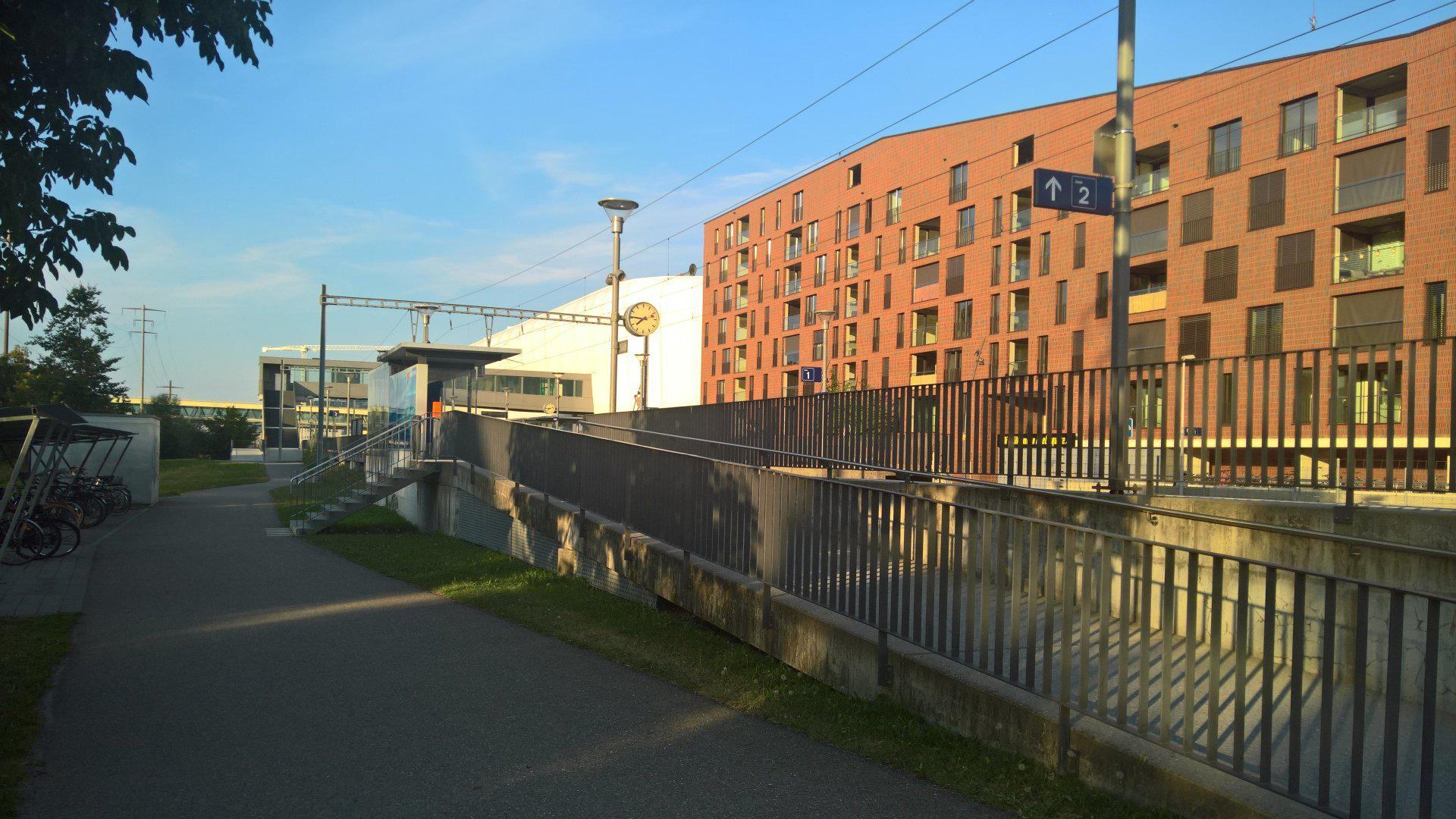
부흐라인역

에비콘에는 추크-루체른 철도 노선에 에비콘역과 부흐라인역 두 곳이 있다. 여러 버스 노선은 정밀한 교통량 분산을 담당한다. 트롤리 버스 1호선(크린스-오버나우-루체른-에비콘 필데른) 외에도 주로 22호선(에비콘 역-부흐라인-페를렌/인빌) 및 23호선(에비콘역-디에리콘- 루체른 운송 회사의 루트) 및 나흐트슈테른선 N3(루체른역-에비콘-페를렌-인빌-기지콘-Root). 26호선(루체른 브뤼엘스트라세-아들리겐스빌 도르프-운터뢰흘리-에비콘-오티겐뷜)은 나머지 구역을 연다.
에비콘은 주요 도로인 루체른-추크 구간에 있다. 이곳은 특히 최대 트래픽 시간에는 완전히 과부하된다. 주요 도로를 완화하기 위해 루체른 유권자는 2005년 9월 25일 디에리콘 시정촌의 A14에 론탈 고속도로 교차로를 CHF 1억에 건설하는 데 동의했다. 891m 길이의 터널과 연결 및 피더 라인이 2011년 6월 22일에 가동되었다. A2/A14의 로트제 교차로와 남에멘 고속도로 교차로가 에비콘의 도시 지역에 있다. 그러나 이것은 슐로스베르크(루체른 시)를 통해 에비콘을 통과하는 주요 도로와 간접적으로만 연결된다.
2005년 2월 에비콘 유권자들은 디에리콘 국경의 산업 지역을 재조정하는 것에 찬성하여 국가 레저 및 쇼핑 단지인 에비 광장 건설을 승인했다. 2009년 프랑스의 주요 투자자가 철수한 후, Halter AG는 2011년에 프로젝트 실행 권한을 인수했다. 그 후 이 프로젝트는 약간의 조정을 거쳐 몰 오브 스위스(Mall of Switzerland)로 이름을 변경했다. 150개 이상의 상점, 레스토랑, 바, 12개의 영화관, 웰니스, 피트니스 및 스파 공간을 포함할 쇼핑 센터의 기공식이 2014년 6월 11일에 있었다. 쇼핑몰은 2017년 9월 28일에 오픈했다. 수퍼마켓 외에 스포츠샵, 피트니스 센터 등을 운영하고 있는 미그로가 입점해 있다. 몰 오브 스위스에 접근하기 위해 2020년에 쇼핑센터까지 가는 트롤리버스 1호선 연장이 개통되었다.